# Couleur chair
Pour plus de détails, voir Fiche technique et Distribution.
Couleur chair (Flesh Color) est un film américano-franco-belge réalisé et écrit par François Weyergans sorti en 1978. 
Il a été improvisé, tourné à Bruxelles en 1976 et monté par Sophie Tatischeff en 1978. La musique est écrite par Friswa. Ce film est présenté au Festival de Cannes 1978, dans une section parallèle. Il n'a jamais connu d'exploitation commerciale et est très rarement projeté.

## Fiche technique
- Durée : 116 minutes

## Distribution
- Dennis Hopper : Mel
- Veruschka von Lehndorff : Anna
- Jorge Donn : Ramon
- Bianca Jagger : Madame Schrijvers
- Laurent Terzieff : Michel
- Lou Castel : le psychiatre
- Anne Wiazemsky
- Friswa : guitariste
- Luc Hensill : guitariste
- Michel Vanstappen : bassiste
- Freddy Nieuland : batteur